# Chris Nangoi
Chris Yer Nangoi est un homme politique papou-néo-guinéen mort à Madang le 9 juin 2022.

## Biographie
Titulaire d'un diplôme de licence en ingénierie électrique et ingénierie des communications de l'université de technologie de Papouasie-Nouvelle-Guinée à Lae, Chris Nangoi devient directeur général d'une entreprise d'électriciens. Il entre au Parlement national comme député de Sumkar (en) aux élections de 2017, avec l'étiquette du parti Pangu Pati. De juin 2019 à novembre 2020, il est le ministre des Services pénitentiaires dans le gouvernement de James Marape. En novembre 2019, il est l'un des fondateurs du Parti travailliste unifié, qui se fait le parti du Congrès des syndicats de Papouasie-Nouvelle-Guinée. 
Il meurt le 9 juin 2022 dans un hôpital à Madang.